# Criss Angel
Christopher Nicholas Sarantakos (sinh 19 tháng 12 năm 1967), được biết đến với cái tên đơn giản Criss Angel, là một ảo thuật gia người Mỹ. Anh được biết đến nhiều nhất nhờ sự tham gia trong show truyền hình của riêng mình mang tên, "Criss Angel Mindfreak".

## Đầu đời
Criss Angel sinh ra tại California trong một gia đình gốc Hy Lạp. Anh có sở thích về âm nhạc, trống và đặc biệt là ảo thuật. Có bố mẹ là John và Dimitra Sarantakos. Mẹ anh có gốc gác từ Mystra, Hy Lạp. Criss Angel có hai người anh. Một trong những người có tầm ảnh hưởng nhất tới Criss là bố anh, người đã chết do ung thư dạ dày.
Criss Angel bắt đầu quan tâm đến ảo thuật ở tuổi 16 khi cô Criss diễn cho anh xem một vài màn ảo thuật. Hai nhà ảo thuật có tầm ảnh hưởng nhất tới Criss Angel là Harry Houdini và Aldo Richiardi.
Angel từng tham gia một ban nhạc có tên AngelDust cùng người bạn Klayton Scott của anh.

## Sự nghiệp
Angel trình diễn thế giới ảo thuật tại Madison Square Garden năm 1998. Sau đó anh tham gia vào chương trình show truyền hình mang tên mình "Criss Angel Mindfreak", chương trình kéo dài đến ngày 6 tháng 1 năm 2003 sau một chuỗi 600 buổi biểu diễn tại The World, một nhà hát ngầm tại Time Square. Ngoài ra, anh cũng tham dự một số chương trình đặc biệt khác.
Anh giành giải thưởng "nhà ảo thuật của năm" của Viện hàn lâm Nghệ thuật Ảo thuật năm 2005 và nhà ảo thuật IMS năm 2001 và 2004..

## Criss Angel Mindfreak
Criss Angel là ngôi sao và cũng là người dàn dựng show Criss Angel Mindfreak của kênh A&E Network. Phần 1 và phần 2 được quay tại The Aladdin ở Las Vegas và phần 3 được quay tại khách sạn Luxor. Bắt đầu trình chiếu từ 20 tháng 7 năm 2005, Criss đã biểu diễn các màn ảo thuật như đi trên nước, bay trên khách sạn Luxor, lơ lửng giữa hai tòa cao ốc, làm biến mất một chiếc Lamborghini.

## Sách
- Mindfreak: Secret Revelations. HarperEntertainment (24 tháng 4 năm 2007) ISBN 0-06-113761-8 and ISBN 978-0-06-113761-7